# Фентунчжай (заповідник)
Фентунчжай (кит.: 蜂桶寨, піньінь: Fēng tǒng zhài) — національний заповідник в китайській провінції Сичуань. Входить до комплексу парків і резерватів великої панди, що у 2006 році увійшов до переліку Світової спадщини ЮНЕСКО.

## Опис
Загальна площа становить 39,039 га, з них площа власне заповіднику складає 27,581.5 га, буферна зона — 2897,5 га, площа для дослідження — 8560 га. Розташований на північний схід від Баосіну (повіт міського округу Яань) провінції Сичуань. Практично весь заповідник розташовано у Сичуанській западині, між горами Цюнлай та Цзіньшань.
Тут переважає вологий субтропічний клімат. Середньорічна температура становить 5.9-7.2 °C, середня температура в січні: -4.0-2.7 °C; ліпні: 15.1-16.3 °C, максимальна температура влітку досягає 25.5-27.7 °C. Безморозний період досягає 228—242 днів. Річний рівень опадів коливається від 700 до 1300 мм, середньорічна відносна вологість становить 79-83 %; сонячних годин — 967,1 години на рік.
Значну частину заповіднику становить гірська місцевість. У північній частині вона вище: тут загалом гори підіймаються до 4000 м, найвищою є пік Тайпей у 4896 м. Найнижчою гірською точкою Фентунчжая є пік заввишки 1000 м над рівнем моря. Біля гірських річок і протоків поширені алювіальні тераси.
У геологічному плані місцевість складається з базальту, вулканічної брекчії, граніту, сланцю, філіту, мармуру, доломіту, вапняку, піску та пісковику. Дослідники тут знаходять магматичні породи різних періодів: ордовика, силура, тріаса, девону. Присутнє розшарування ґрунтів в залежності від висот: 1000—1500 м над рівнем моря — жовтий; 1500—2000 м — жовто-коричневий; 2000—2900 м — коричневий і темно-коричневий; 2900-3000 м — червоний; понад 3500 м — альпійський пустельний.
У заповіднику представлено 429 видів рослин, зокрема 395 видів покритонасінних, 22 — папоротей, 12 — голонасінних. На рівні від 900 до 1500 м ростуть вічнозелені широколистяні ліси, зокрема лаврові, коричник, кастанопсіс, букові, чайні. На рівні 1500—2000 м — вічнозелені і листяні ліси, зокрема клени, берези, давидії (з родини кизилових), Tetracentron sinense (з родини троходендронових). На рівні від 2000 до 2900 м — гірський змішаний ліс, де представлені породи болиголова, клена, липи, берези, велетенської туї. Тут також розміщується бамбуковий ліс, що охоплює значну частину цієї області. На рівні від 2900 до 3500 м — субальпійські хвойні ліси, переважно ялиця. На рівні понад 3500 м представлено альпійські чагарники, альпійські луки. Під охороною знаходяться Tetracentron sinense, Davidia involucrata, Cercidiphyllum japonicum, Модрина Мастерса.
На території Фентунчжая мешкає 390 видів наземних хребетних, зокрема 68 видів ссавців, 280 видів птахів (гніздяться 340 видів), 19 видів рептилій, 14 видів земноводних, 7 видів риб. На висоті до 2200 м над рівнем моря мешкають олені, цивети (мала цивета, велика віверра), велетенська саламандра, горобцеподібний китайський хуавей із родини Leiothrichidae, японська бура жаба; на висоті від 2200 до 3600 м — велика панда (їх у дикій природі більш ніж 50 особин), червона панда, багряний фазан, золотиста кирпоноса мавпа, рись, фазанові, Amolops loloensis з родини жаб'ячі; понад 3600 м — тибетський улар, білогубий олень, китайський монал, кабарга, японський козеріг, такін, сніжний барс, мавпи-дюки.

## Історія
Саме в цьому місце вперше європейці виявили велику панду (у 1869 році — Арман Давид). За рішенням державної ради КНР у 1975 році створено державний заповідник. У 1979 році надано природоохоронний статус річним системам в області розташування Фентунчжай. До 1998 року були завершені роботи із запобігання пошкодженю лісів, ведення польових робіт, штучним пожежам.
У 1983 році внаслідок кліматичних змін більша частина бамбуків з роду Fargesia на горі Цюйнлай вимерло.
У 1991 році розпочато спільно з вченими з США, Канади, Швейцарії, ФРН дослідження рідкісного птаха — китайського монала. Вони тривали протягом 10 років. було досліджено особливості поведінки, репродуктивний цикл, розроблені заходи із збереження цього птаху (у 2004 році впроваджено інкубаційний метод).
У 1994 році Фентунчжаю надано статус національного заповідника. На постійній основі працює 17 працівників, 33 є тимчасовими. Керівний орган заповіднику розташовано у повіті Баосін міста Яань. У 1999 році фахівці департаменту лісового господарства Сичуані розпочали дослідження великої панди та навколишнього середовища.
У 2000 році розпочав постійний моніторинг місцевості із захисту лісів. Для розробки і впровадження охоронної концепції у 2001 році залучено німецьку компанію GTZ (Deutsche Gesellschaft für Internationale Zusammenarbeit, Бонн) при підтримці банку KfW (Kreditanstalt für Wiederaufbau) та Глобального екологічного фонду. Того ж року розпочалося співробітництво зі Смітсонівським зоопарком (США) щодо дослідження гімалайського ведмедя.